# Nokia 9500 Communicator
O Nokia 9500 Communicator é um smartphone fabricado pela Nokia que corre o sistema operativo Symbian 7.0 e a plataforma Séries 80. É equipado com um processador Texas Instruments de 150 MHz e apresenta dois ecrãs: um de tamanho maior no seu interior e outro externo com funções mais restritas, que opera na plataforma Symbian S80. Este telemóvel é um aparelho de comunicações extremamente eficaz e é adequado para servir de ferramenta de trabalho para os executivos. As funcionalidades de comunicação incluem tecnologia Bluetooth, Infravermelhos, USB, Wi-Fi, CSD, HSCSD, GPRS e EDGE. Vem também incorporado com fax e um cliente de e-mail.
O Browser integrado (uma versão Nokia do famoso Opera) suporta tanto páginas WAP como HTML. Como os outros telemóveis Communicator, a exemplo do Nokia 9300, o Nokia 9500 Communicator possui um teclado QWERTY completo.

## Especificações
- Sistema Operativo – SymbianOS 7.0 e Séries 80
- Frequências GSM – 1800/1900 MHz
- GPRS – Sim, com velocidade máxima de transferência de dados de 53,6 kbit/s
- EDGE (EGPRS) – Sim, com velocidade máxima de transferência de dados de 236,8 kbit/s
- WCDMA – Não
- Ecrã – Da tampa: TFT de 65 536 cores e 128 × 128 pixéis de resolução; Interior: LCD de 65 536 cores e 640 × 200 pixéis de resolução
- Câmara – 0,3 MP (640 × 480 pixéis de resolução)
- Gravação de Vídeo – Sim
- Navegação – Sim, o telemóvel vem equipado com o Opera Browser que suporta WAP 2.0 XHTML/HTML
- MMS – Sim
- Chamadas de Vídeo – Não
- PPF (Premir Para Falar) – Não
- Suporta Java – Sim
- Memória – 80 MB
- Slot para Cartões de Memória – Sim, MMC com a possibilidade de ser retirado e recolocado com o telemóvel ligado através de Hotswap
- Bluetooth – Sim
- Infravermelhos – Sim
- Wi-Fi – Sim, WLAN 802.11b com velocidade máxima de transferência de dados de 11 mbit/s
- Suporta Cabo de Transferência de Dados – Sim, e possui ainda interface USB Pop-Port
- E-mail – Sim, com suporte para os protocolos SMTP, POP3 e IMAP4
- Fax - Sim
- Leitor de Música – Sim
- Formatos de Música – MP3, AAC, AMR, WAV e MIDI
- Rádio – Não
- Reprodutor de Vídeo – Sim
- Formatos de Vídeo – MPEG-4, H.263 e RealVideo
- Toques Polifónicos – Sim
- Toques Reais - Sim
- Modo Desligado – Sim
- Bateria – Iões de Lítio, modelo BP-5L (1 500 mAh)
- Autonomia em Conversação – 690 minutos
- Autonomia em Standby – 400 horas com o Wi-Fi desligado e 300 horas com o Wi-Fi activo
- Peso – 230 gramas
- Dimensões – 148 × 57 × 24 mm
- Disponibilidade – Quarto Trimestre de 2004
- Outros – Dispõe ainda de um teclado QWERTY completo

## Software
O telemóvel vem pré-instalado com um processador de texto, uma folha de cálculo e um programa de apresentações, todos eles compatíveis com os seus equivalentes da suite de produtividade Microsoft Office. O Nokia 9500 Communicator também possui um leitor de MP3.
Para além do software fornecido pela Nokia, uma vasta gama de aplicações de terceiros está disponível. Muitos dos programas criados para outros Nokia Communicator funcionam no Nokia Communicator 9500, e é ainda possível criar novo software para o telemóvel utilizando as linguagens de programação C++ e OPL (linguagem de programação para dispositivos que correm o sistema operativo SymbianOS).

## Ver Também
- Anexo:Lista de telemóveis da Nokia
- Nokia